# Kis Lant
A Kis LANT Irodalmi Folyóirat első példánya 2004-ben jelent meg. A szerkesztés és kiadás székhelye Budapest (Csepel), megjelenés két havonként.

## A folyóirat leírása
- Cím: Kis LANT Irodalmi Folyóirat
- Megjelenés: A5 méret, 24 oldalon, nyomtatott és online kivitelben.
- Kiadó: Lant Irodalmi Klub; magánkiadás.
- Állományadatok: 2004-től 2010-ig 42 db. szám jelent meg.

## Története
A Kis LANT Irodalmi Folyóirat folytatása a LANT Irodalmi Folyóiratnak, amelynek első száma 1990-ben jelent meg A4 méretben. A folyóiratot dr. Born Miklós és Németh Dezső alapította. Ekkor még engedély kellett a folyóirat alapításához és csak jogi személy lehetett a lap kiadója. A lapot a Tinódi Klub társadalmi szervezet adta ki 5-10 ezer példányban, de pénzügyi és terjesztési nehézségek miatt a példányszám - a harmadik szám után - lényegesen csökkent. A Postaszállítási Igazgatóság pert indított a kiadó ellen, amelyet a Tinódi Klub elveszített. A lap ez után csak esetlegesen jelent meg; magánszemélyek, bank és önkormányzatok segítették a lap megjelenését, de 2001-ben végleg megszűnt a 40. számmal. Eredetileg versek és rövid prózák megjelentetése volt a cél - főleg gyerekek és fiatalok részére - olyan kezdő, tehetséges szerzőktől, akiket a hivatalos irodalom nem támogatott. Később felnőtt közelibb irodalmat is közölt a lap. A népi-népies irodalom modern formában történő feldolgozásának közlését tűzte ki célul.
Két év szünet után, 2004-ben, a lap újból kiadásra került kisebb méretben. A folytonosság hangsúlyozása miatt a Kis LANT számozása a 41. számtól kezdődött és 2010 utolsó száma a 82. volt. A folyóirat továbbra is megjelenik. Néhány külföldi munkatársa is volt és van a lapnak. (például rendszeresen publikál a folyóiratban dr. Hans Guido Klinkner neves német költő.) Ma a Kis LANT virtuális szerkesztőséggel működik, költségkímélés miatt.

## A Kis LANT munkatársai
- Németh Dezső főszerkesztő,
- Németh Erzsébet irodalmi szerkesztő,
- Dr. Domonkos János irodalomtörténész
- Dr. Ötvös László költő, ref. lelkész,
- (néhai) Dr. Rudnai Gábor költő, irodalomtörténész,
- Lelkes Miklós költő,
- Magyari Barna költő,
- (néhai) N. László Endre író,
- Baráti Molnár Lóránt költő,
- T. Ágoston László író,
- Bayer Béla író, költő, műfordító,
- Csillag Tamás költő

## Külső hivatkozások
- Kecskeméti Katona József Könyvtár: https://web.archive.org/web/20120225135137/http://www.kjmk.hu/